# Josef Winternitz
Josef Winternitz, noto anche con lo pseudonimo di Josef Lenz (Oxford, 18 febbraio 1896 – Londra, 22 marzo 1952), è stato un politico ed economista tedesco.

## Carriera politica
Josef Winternitz era figlio dell'indologo ed etnologo austriaco Moriz Winternitz. Studiò filosofia a Praga, fu membro del Partito Socialdemocratico Cecoslovacco (ČSSD) e successivamente del Partito Comunista di Cecoslovacchia (KSČ). Nel 1923 si recò in Germania e divenne a tempo pieno un funzionario del Partito Comunista di Germania (KPD). Scrisse sotto gli pseudonimi di "Lenz" e "Sommer". Dal 1927 fu candidato al Comitato centrale del KPD e dal 1929 ne fu membro.
Nel 1931, in qualità di capo del dipartimento Agitprop del KPD, Winternitz fu l'unico tra gli alti dirigenti del partito a opporsi alla partecipazione al plebiscito sullo scioglimento del Landtag prussiano accanto alle forze politiche di destra (tra cui i nazisti), informando per iscritto la direzione che non poteva fare propaganda per la campagna plebiscitaria, «perché questa azione era sbagliata e non voleva averci niente a che fare».
Nel 1933, dopo la conquista del potere da parte dei nazisti, Winternitz emigrò in Cecoslovacchia e nel 1939 nel Regno Unito. Dal 1945 al 1948 fu membro del Partito Comunista di Gran Bretagna (CPGB). Nel settembre 1948 tornò in Germania stabilendosi nella Repubblica Democratica Tedesca, dove entrò a far parte del Partito Socialista Unificato (SED) e diventò professore all'Università Humboldt di Berlino, nonché capo del dipartimento di Economia politica presso l'istituto di ricerca scientifica della Parteihochschule Karl Marx. Nel marzo 1949 divenne il primo direttore del Marx-Engels-Lenin-Institut.

## Riforma della Facoltà di Economia all'Università Humboldt
Dopo la seconda guerra mondiale, la Facoltà di Economia dell'Università Humboldt era basata sull'insegnamento dell'economia di mercato capitalista. Alla maggioranza dei docenti di Economia aziendale "borghese" erano estranei solo Jürgen Kuczynski e pochi altri. Gli studenti lanciarono vere e proprie campagne contro Bruno Rogowsky e Konrad Mellerowicz, utilizzando anche manifesti provocatori per contestarne l'insegnamento. I gruppi universitari del SED e della Libera Gioventù Tedesca (FDJ), che all'epoca non erano affatto maggioritari tra gli studenti, si distinsero per il loro particolare impegno nella contestazione.
Winternitz, eletto preside della facoltà nel 1950, scrisse degli articoli contro Mellerowicz dando così il necessario sostegno ufficiale alla campagna studentesca. Inoltre, con l'emanazione del nuovo regolamento accademico nel semestre invernale 1949-50, fece il passo decisivo verso la completa riforma della Facoltà, che fu costantemente perseguita sotto il mandato di Kuczynski.

## Destituzione dagli incarichi
Alla fine del febbraio 1950 Winternitz fu destituito dalla carica direttore del Marx-Engels-Lenin-Institut. Nell'aprile del 1951 lasciò la cattedra all'Università Humboldt, ufficialmente a causa della grave malattia della moglie che viveva a Londra (si era già trasferito nella capitale britannica l'anno prima), «con il più grande rammarico».
Secondo un'altra ricostruzione, Winternitz tornò in Inghilterra nel 1951 «a causa della minaccia di arresto» per aver fornito sostegno a Tito con un articolo sulla rivista Einheit, intitolato Imparare da Stalin, in cui erano ricordate le opinioni antileniniste del giovane Stalin.

## Opere
- (DE)  Relativitätstheorie und Erkenntnislehre. Eine Untersuchung über die erkenntnistheoretischen Grundlagen der Einsteinschen Theorie und die Bedeutung ihrer Ergebnisse für die allgemeinen Probleme des Naturerkennens, Leipzig, Teubner, 1923.
- (DE)  Was wollen die Kommunisten?, Berlin, Vereinigte Internationaler Verlags-Anstalt, 1927.
- (DE)  Josef Lenz, Warum sind wir keine Pazifisten, in Die Linkskurve. 1. Jg, Nr. 1 vom 1, agosto 1929, pp 3–7.
- (DE)  Die 2. Internationale und ihr Erbe 1889-1929, Hamburg, Hoym, 1930.
- (DE)  Für eine freie deutsche Volkskultur, Prag, Kreibich, 1936.
- (EN)  Marxism and nationality, Lawrence & Wishart, London, 1944.
- (EN)  United Germany or divided Europe, London, British Council for German Democracy, 1947.
- (EN)  The problem of full employment. A Marxist analysis, London, Lawrence & Wishart, 1947.
- (EN)  Value and Prizes. A Solution of the So-Called Transformation Problem, in The Economic Journal, vol. 58, n. 230, giugno 1948, pp. 276-280.
- (DE)  Lenin und die Agrarfrage in Deutschland, Berlin, Dietz Verlag, 1949.
- (DE)  Stalin und die nationale Frage, Berlin, Dietz Verlag, 1950.